# Kevin Casas Zamora
Kevin Roberto Casas Zamora  (San José, 4 de agosto de 1968) es un político costarricense, vicepresidente de su país entre 2006 y 2007 Hijo de Antonio Casas Figueroa, de origen cubano y Carmen Zamora Solera. Es el menor de cinco hermanos. Es abogado y politólogo, graduado con honores de la Universidad de Costa Rica, la Universidad de Essex y la Universidad de Oxford.

## Estudios
Cursó sus estudios de secundaria en el Colegio La Salle durante 1980 a 1984. Obtuvo el tercer promedio de admisión a la Universidad de Costa Rica a nivel nacional en 1984.  Realizó sus estudios de licenciatura en la Facultad de Derecho de la Universidad de Costa Rica  (1985-1989) y se incorporó al Colegio de Abogados de Costa Rica el 17 de diciembre de 1991. Su tesis de grado se titula “¿Democracia representativa en Costa Rica? : análisis del sistema de elección de diputados en Costa Rica y sus perspectivas de cambio”, en coautoría con Olman Briceño Fallas. Tras obtener la licenciatura en Derecho, se trasladó a Inglaterra, graduándose como máster en Política Latinoamericana en la Universidad de Essex y después de un período en Costa Rica, volvió para obtener un doctorado es Ciencias Políticas en la Universidad de Oxford.

## Experiencia profesional
- Abogado litigante.
- Oficial de programas en la Fundación Arias para la Paz y el Progreso Humano.
- Profesor del curso de Teoría del Estado en la Facultad de Derecho de la Universidad de Costa Rica.
- Profesor Investigador en el Centro Internacional para el Desarrollo Humano (Costa Rica).
- Consultor de organismos como el Programa Estado de la Nación de Costa Rica,[1] el Banco Mundial, Transparencia Internacional, la Fundación Internacional para los Sistemas Electorales y el Programa de las Naciones Unidas para el Desarrollo.
- Profesor Investigador de Política de América Latina en Brookings Institution, centro de investigaciones de política pública de Washington D. C.
- Desde el año 2012 se desempeña como Secretario de Asuntos Políticos en la Organización de los Estados Americanos (OEA).

## Segundo Vicepresidente de la República
El Dr. Óscar Arias Sánchez (2006-2010) lo designó en su fórmula presidencial como Segundo Vicepresidente de la República, cargo que desempeñó desde el 8 de mayo de 2006 hasta el 22 de septiembre de 2007, cuando renunció. Durante la administración Arias Sánchez ocupó a su vez el cargo de Ministro de Planificación Nacional y Política Económica (fue sustituido por el politólogo Roberto Gallardo Núñez, teniendo a su cargo la elaboración y ejecución del Plan Nacional de Desarrollo 2006-2010, Jorge Dengo Obregón y el proyecto de Gobierno Digital denominado “GobiernoFácil”.

## Los 16 días del “Memorandum”
En el año 2007, el Tribunal Supremo de Elecciones convocó el primer Referéndum para decidir si se aprobaba o no en la consulta popular el Tratado de Libre Comercio entre Estados Unidos, Centroamérica y República Dominicana (TLC) o CAFTA por sus siglas en inglés.
Los criterios a favor y en contra generaron dos posiciones llamadas “Sí” y “No”. El Gobierno apoyaba la aprobación del Tratado y durante todo este período se generaron las más diversas posiciones que fueron tomando fuerza con el paso de las semanas. En este contexto, el Semanario Universidad publicó un documento privado llamado “Memorandum” redactado por Kevin Casas Zamora y el diputado Fernando Sánchez Campos (Partido Liberación Nacional – Heredia),  que estaba dirigido al presidente Arias Sánchez y al ministro de la Presidencia, Rodrigo Arias Sánchez, con una serie de comentarios y recomendaciones sobre la campaña, las cuales incluían realizar una campaña sucia contra los detractores del tratado acusándolos de tener vínculos con gobiernos impopulares en Costa Rica y de estar en contra de la democracia y la libertad, así como de ser grupos violentos o radicales. También recomendaba advertir a los alcaldes del país que si el "No" ganaba en sus cantones no recibirían dinero del Estado. El documento fue sustraído ilícitamente de la cuenta de correo electrónico del Presidente de la República y entregado a la prensa. 
El contenido del documento generó una fuerte reacción pública y la condena de diversas personalidades políticas y académicas, tanto de quienes estaban a favor como en contra del Tratado. La acusación principal era que el mismo atentaba contra los valores costarricenses de democracia y pureza electoral y hacía un llamado a sembrar el miedo en la población por medio de estrategias engañosas y alarmistas. El documento fue apodado "Memorándum del miedo". La presión que se generó alrededor de este tema desembocó en la renuncia de Casas 16 días después, el 22 de septiembre de 2007.
Poco después, el día 28 de septiembre de 2007, un informe de la Auditoría Interna del Ministerio de Planificación Nacional y Política Económica (MIDEPLAN), absolvió de toda responsabilidad a Casas por cualquier presunto uso inadecuado de fondos públicos para elaborar o ejecutar el contenido del memorándum durante la campaña del TLC.
Unos meses más tarde, el 30 de mayo de 2008, el Tribunal Supremo de Elecciones de Costa Rica también absolvió de toda responsabilidad a Casas por supuestas faltas electorales derivadas del memorándum. El Tribunal argumentó que el documento fue escrito en pleno ejercicio de la libertad de expresión de sus autores, que se trataba de un documento privado no destinado a la circulación masiva y que no existía evidencia alguna de que su redacción hubiese ocasionado un daño a terceros. Estas conclusiones fueron ratificadas por una resolución del Juzgado Penal del Segundo Circuito Judicial de San José, el 6 de marzo de 2009, con ocasión de una denuncia que presentara en contra de Casas Zamora el diputado Óscar López Arias (Partido Accesibilidad sin Exclusión – San José), por los delitos de coacción y tráfico de influencias. El juzgado no encontró mérito alguno para procesar al acusado, advirtiendo que se trataba de un documento privado sustraído ilícitamente y que no existía evidencia de que se hubiera ejecutado acción alguna para ejecutar sus contenidos.
El 10 de agosto de 2009, el Tribunal de Ética y Disciplina del Partido Liberación Nacional absolvió a Casas de cualquier falta y responsabilidad por lo sucedido, al estimar que el documento en la base de la denuncia fue obtenido espuriamente.

## Premios y reconocimientos
Algunos de los premios y reconocimientos recibidos por Kevin Casas Zamora durante su trayectoria son los siguientes:
- Graduado de Honor de la Universidad de Costa Rica (1989).
- Graduación con Distinción de la Universidad de Essex.
- Premio “Washington Antonians’ Book Prize”.[8]
- Premio del European Consortium for Political Research (ECPR) a la mejor tesis doctoral europea del año 2003 en Ciencias Políticas.[9]
- Elegido en enero de 2007 por el Foro Económico Mundial como uno de los más distinguidos líderes mundiales de 2007 menores de 40 años.
- Seleccionado por el Semanario “El Financiero” en el 2003 como uno de los 40 líderes más importantes de menos de 40 años en Costa Rica.[10]

## Publicaciones
Casas ha escrito numerosos artículos para la prensa y colaboraciones para revistas. Dentro de sus publicaciones se pueden señalar las siguientes:
- Relaciones Cívico-Militares Comparadas: Entendiendo Los Mecanismos De Control Civil En Pequeñas Democracias (América Latina) Fundación Arias para la Paz y el Progreso Humano, Centro para la Paz y la Reconciliación, ISBN 9977-17-048-7 (9977-17-048-7)
- Soldados Como Empresarios: Los Negocios De Los Militares En Centroamérica (coautoría con Arnoldo Brenes) Fundación Arias para la Paz y el Progreso Humano, ISBN 9977-17-053-3 (9977-17-053-3)
- Paying for Democracy: Political Finance and State Funding for Parties, European Consortium for Political Research Press ISBN 978-0-9547966-3-1